# 매운탕

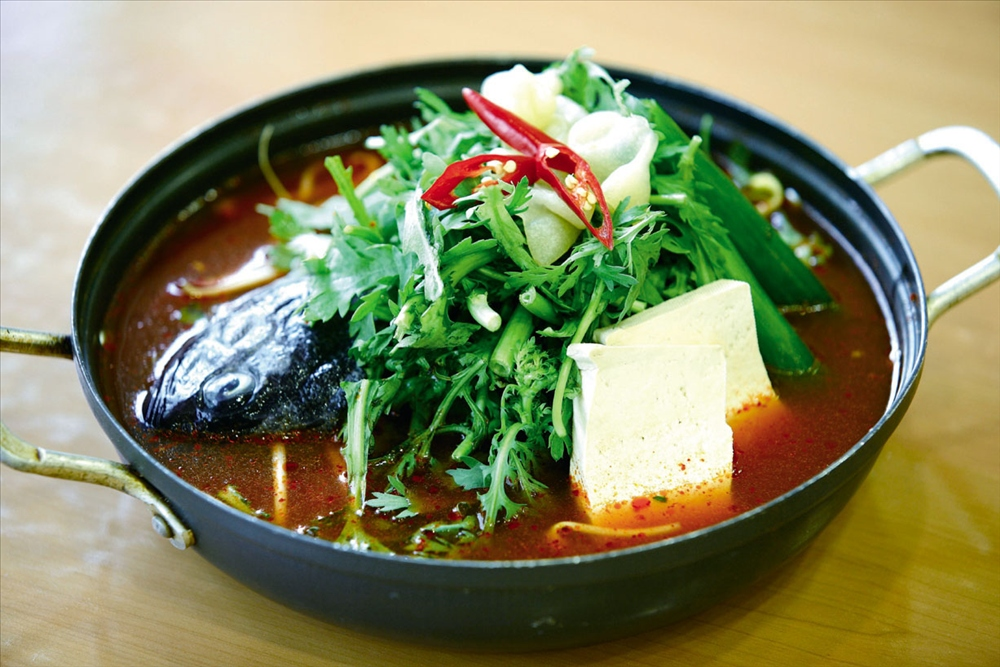
매운탕

매운탕(영어: Maeun-tang 또는 spicy fish stew)은 한국 요리로서 생선을 고추장, 된장, 간장, 고춧가루, 그리고 여러 가지 채소와 함께 끓여낸 음식이다. 맵고 자극적인 맛이 특징이며, 주재료인 생선은 민물고기와 바닷고기 모두 사용된다. 생선을 적당한 크기로 토막내어 미나리, 쑥갓, 양파, 무, 고추, 마늘, 호박, 두부 등과 함께 끓인다. 매운탕의 간은 고춧가루, 마늘, 간장, 된장, 고추장 등으로 맞춘다.
매운탕을 판매하는 식당에는 수조를 갖추고 있는 경우가 많아, 손님들이 수조에서 원하는 생선을 고르도록 되어있다. 매운탕에 자주 쓰이는 생선으로는 도미, 농어, 조기, 대구, 메기, 민어, 명태, 잉어, 송어, 동자개 등이 있다. 부재료로 여러 가지 해산물이 들어가는데, 기호에 따라 게, 조개, 굴 등 해물이 들어가 맛을 더 풍부하게 한다.
매운탕은 한국의 술인 '소주'를 마실 때 함께 즐겨먹는 음식이다. 또한, 종종 횟집에서 회를 먹고 난 뒤 남은 생선으로 매운탕을 끓여 제공하기도 한다.

## 유래
매운탕의 유래는 생선국에서부터 시작된다. '고려사 김방경 열전'에 따르면 원나라 황제가 일본 출정을 앞둔 장수에게 "고려인이 좋아하는 음식을 내린다."라고 말하며 생선국을 하사했다는 기록이 있다.
또한, '시의전서'에보면 고추장을 이용한 생선찌개와 관련된 내용이 등장하는 것으로 보아 임진왜란 전후로 고추가 들어온 이후 지금 형태와 같은 매운탕이 등장한 것으로 보인다.
"조선요리제법"에는 "붕어 2홉을 잘 씻어 꼬리와 주둥이 끝만 잘라 버리고 아가미 밑으로 내장을 빼고 정하게 씻어서 냄비에 담고 고기를 얇게 썰어 넣고 파 채친 것과 간장과 고추 이긴 것과 물을 치고 오래 끓여서 먹나니"라고 붕어찌개에 대해 언급하고 있는 것을 보아 지금의 매운탕 형태와는 조금 다르지만 생선을 이용한 찌개, 탕의 역사는 오래되었다는 것을 알 수 있다.

## 조리법
기본적으로 고추장 등의 매운 맛을 내는 조미료를 넣고 끓인 물에 생선이나 어패류 등의 재료를 넣고 끓이는 음식이다.
조리하는 방법은 지역마다, 사용한 재료마다 조금씩 상이하다.

### 바닷물고기 매운탕[4]
1. 된장, 고추장을 푼 국물을 펄펄 끓인다.
2. 장국물이 펄펄 끓을 때 생선 토막을 넣고 익을 정도로만 끓인다.
3. 생선이 익은 후 생선 비린내를 제거하기 위해 생강, 미나리, 쑥갓 등 향내나는 채소를 넣는다.

### 민물고기 매운탕[5]
바닷물고기 매운탕과 기본적으로 같다.
그러나 바닷물고기보다 민물고기는 끓이면 끓일 수록 맛이 있으며, 고춧가루나 고추장만으로는 비린내를 제거할 수 없어 후춧가루나 생강을 넣어 비린내를 제거해야 한다.

## 특징
매운탕의 매운맛은 고춧가루ㆍ후춧가루 등이 주도하고 고추장은 조미료의 역할을 하는데, 그 비율은 정해져 있지 않고 자유롭게 배합한다.
재료가 다양한 만큼 정형화되어 있는 조리법은 존재하지 않고 자유롭게 재료를 조합하여 끓이는 음식이다.
민물고기 매운탕을 먹고 난 후 국수나 수제비를 넣어 끓여먹는 어죽도 인기가 있는 음식이다.

## 사진

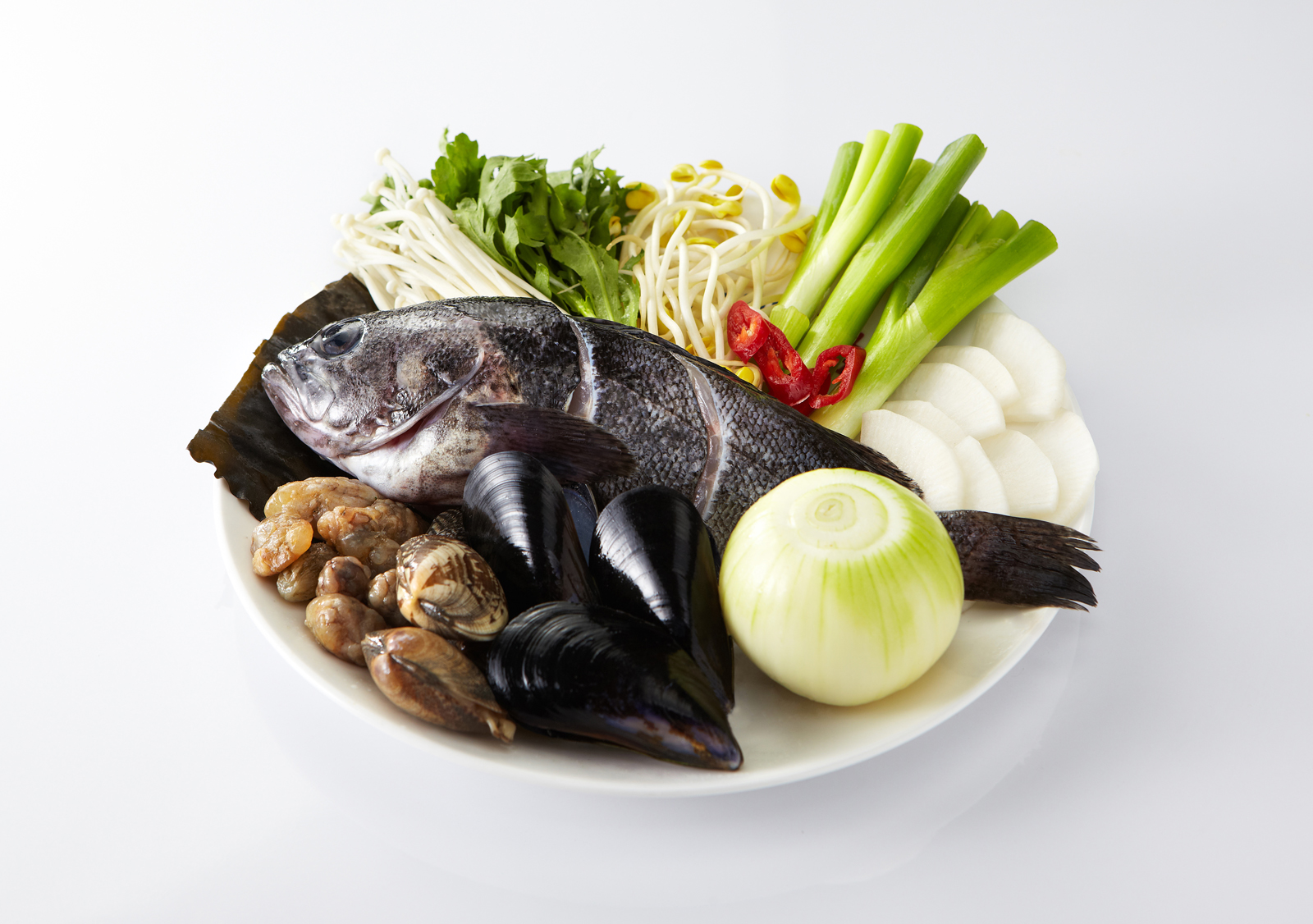
매운탕 재료
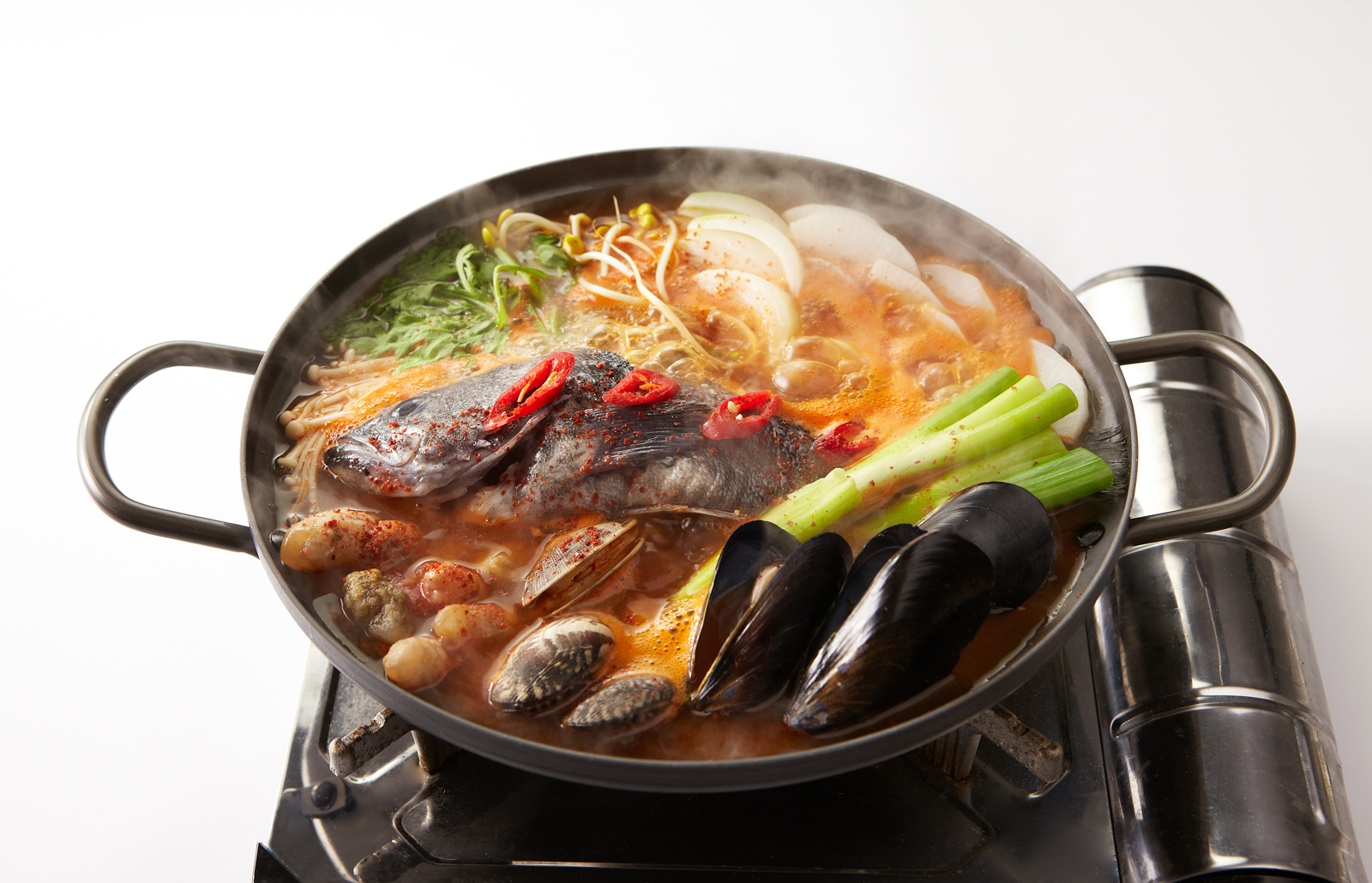
매운탕

## 유사음식
- 똠 얌 꿍
- 헐라슬레

## 같이 보기
- 생선국
- 한국 요리
- 회